# Alta (fiume)
Lo Alta o Altaelva (in sami settentrionale Álttáeatnu) è un fiume della Norvegia, che scorre all'interno del canyon Sautso, il più grande d'Europa.
Il fiume nasce sull'Altopiano del Finnmark (Finnmarksvidda), nelle Alpi Scandinave, e sfocia nel fiordo Altafjord, scorrendo per tutta la sua lunghezza nella municipalità di Alta (contea di Finnmark).
Tra gli anni settanta e ottanta, il fiume è stato al centro di una disputa per la costruzione di una centrale idroelettrica che prevedeva la costruzione di una diga sul corso del fiume. Nonostante le proteste, culminate con la creazione di una partito politico contrario al progetto, la diga venne costruita ugualmente.
Il fiume è anche rinomato per la qualità e la dimensione dei salmoni. Recentemente è stato pescato un esemplare di 24 kg, mentre si ha notizia di salmoni fino a 33 kg di peso in anni passati.